# 君士坦丁广场

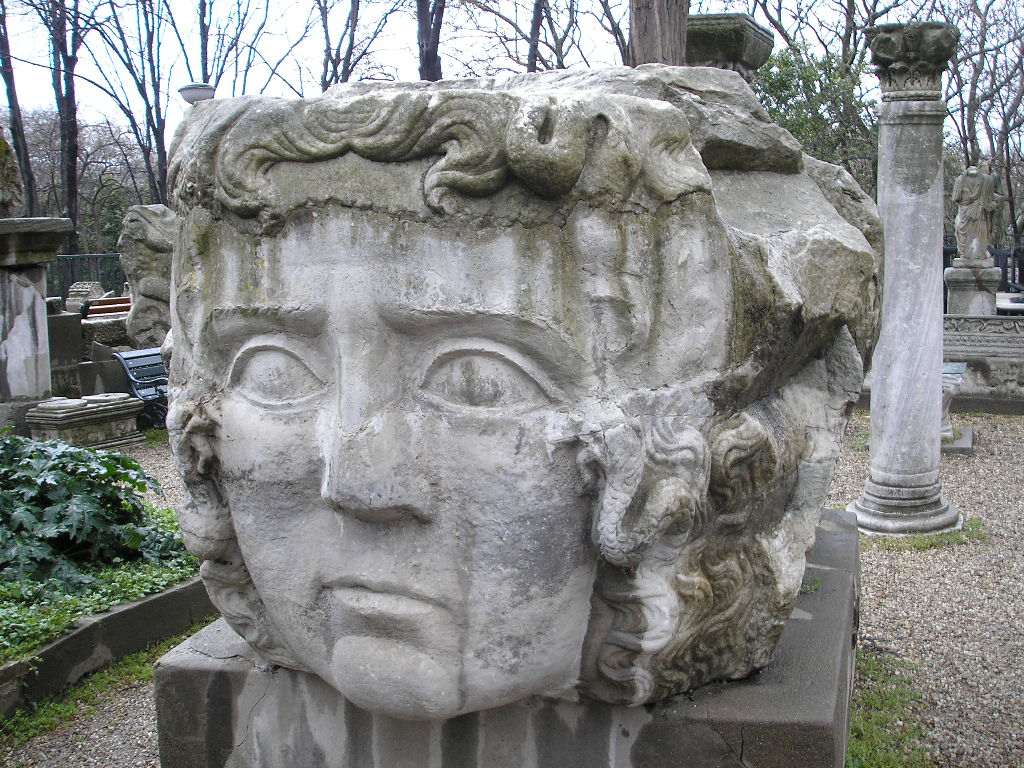
保存在伊斯坦布尔考古博物馆的广场一部分遗迹

君士坦丁广场 (希臘語：Φόρος Κωνσταντίνου）位于君士坦丁堡，紧邻拜占庭老城墙之外。它是圆形的，东西两侧有两个巨大的大门。广场中心的君士坦丁纪念柱仍然挺立，今天在土耳其语中称为“火焚柱”（Çemberlitaş）。 
柱顶原为阿波罗形象的君士坦丁大帝雕像，但在1150年，一场强风造成雕像和柱的上三层倒塌，拜占庭帝国皇帝曼努埃尔一世在顶部安放了十字架。直到1203至1204年的第四次十字军东征，该广场基本保持不变。元老院最早的驻所就位于广场北侧。从文献得知广场上装饰着许多古代雕像，但无法确定其确切的外观和位置。

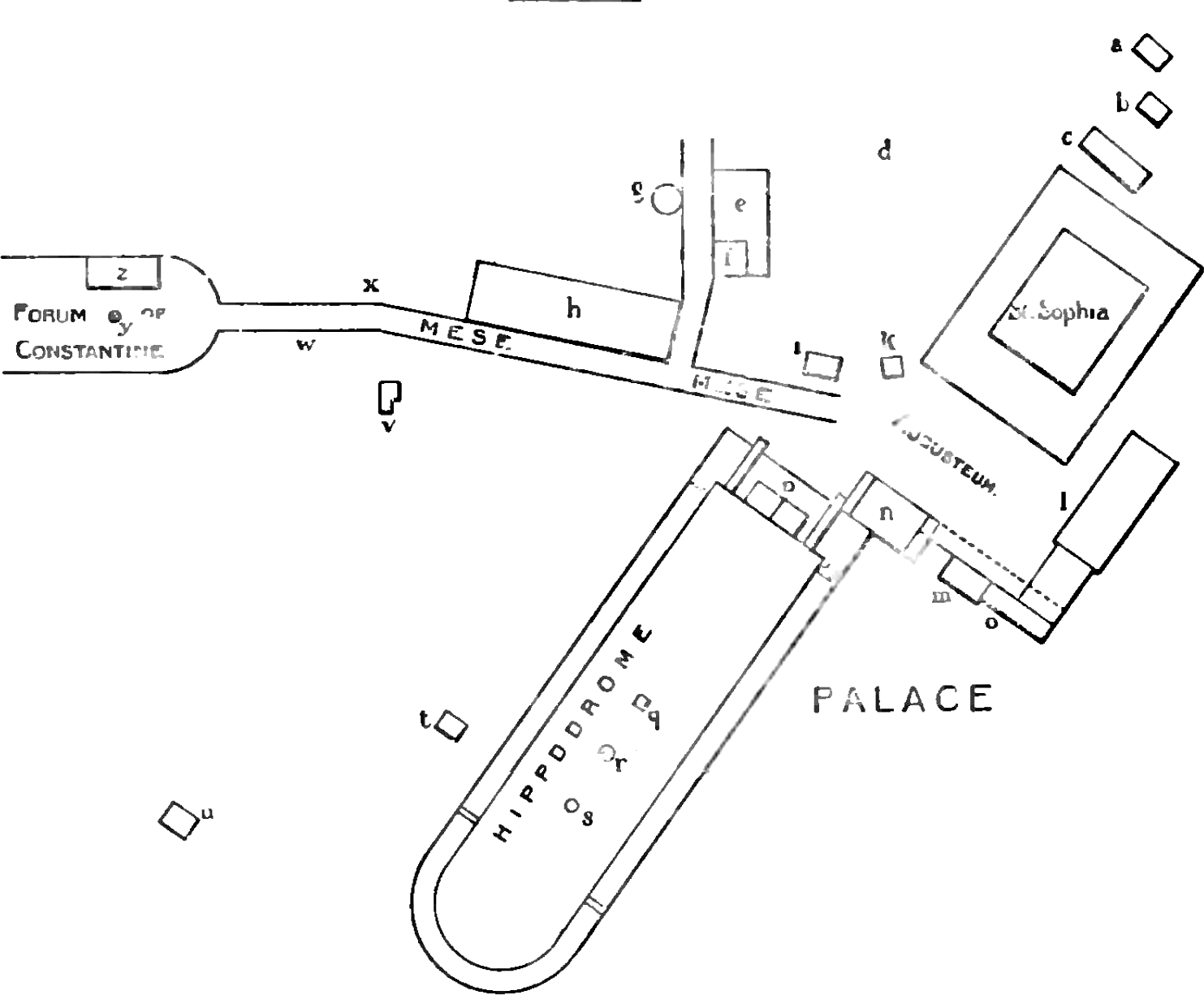
君士坦丁广场及附近区域地图，最左侧为君士坦丁广场

1203年，第四次十字军士兵的纵火对广场造成严重损坏。在1204年的洗劫中，广场上的古代雕塑被十字军融化。